# 25 Batalion Saperów (LWP)
25 batalion saperów – samodzielny pododdział wojsk inżynieryjnych ludowego Wojska Polskiego.
Sformowany w okolicach Lubartowa (miejscowość Firlej) na podstawie rozkazu Naczelnego Dowództwa Wojska Polskiego nr 08 z 20 sierpnia 1944 jako jednostka 4 Łużyckiej Brygady Saperów.
Sztandar ufundowany przez społeczeństwo powiatu legnickiego wręczono batalionowi 27 grudnia 1945.

## Obsada personalna
Dowódcy batalionu
- mjr Teodor Abrozijew
- mjr Filip Borzow

## Struktura organizacyjna
Etat 012/109
- Dowództwo i sztab
- pluton dowodzenia
- 3 x kompania saperów
  - 3 x pluton saperów
  - drużyna zaopatrzenia
- kwatermistrzostwo
  - punkt pomocy medycznej
  - lazaret weterynaryjny
  - warsztaty i magazyn techniczny
- drużyna gospodarcza

Razem:
żołnierzy – 321 (oficerów – 31, podoficerów – 62, szeregowych – 228)
sprzęt:
- miny – 483